# Pequeño Gran Hombre
Pequeño Gran Hombre (título original en inglés: Little Big Man) es una película estadounidense de 1970, del género wéstern crepuscular aunque en tono tragicómico, dirigida por Arthur Penn, con Dustin Hoffman, Faye Dunaway, Chief Dan George, Martin Balsam y Richard Mulligan en los papeles principales. Está basada en la novela de mismo título que Thomas Berger escribió y publicó en 1964.

## Argumento
En 1970, Jack Crabb (Dustin Hoffman) un anciano de 121 años relata su vida a un historiador que le pregunta por su pasado. El anciano cuenta cómo en el siglo XIX había sido capturado y criado por una tribu de nativos americanos cheyennes, cuyo jefe era Old Lodge Skins (Chief Dan George), luego de un ataque a la caravana donde viajaba con sus padres. Su niñez transcurre con cierta tranquilidad, pero se hace rival y enemigo de Younger Bear (Cal Bellini), otro miembro de la tribu. Recibe el nombre de Little Big Man (Pequeño Gran Hombre) por su corta estatura y valentía. En un combate cae prisionero del Ejército de los Estados Unidos y es puesto en custodia de un vicario protestante y su mujer, Louise Pendrake (Faye Dunaway), la cual lo seduce y lo convierte en su amante. La situación hipócrita se le hace insostenible al joven, y decide abandonarla. 
Para mantenerse, encuentra trabajo como asistente del vendedor ambulante de productos fraudulentos Merryweather (Martin Balsam). Ambos son finalmente desenmascarados por una multitud, que los humilla, bañándolos con brea y cubriéndolos con plumas. 
Siguiendo su peregrinar, Jack decide dedicarse al comercio y se casa con una mujer de origen sueco, Olga (Kelly Jean Peters), pero el negocio fracasa y arruinado se ve obligado a liquidar la tienda.
Por casualidad, se cruzan en el camino del general George Armstrong Custer (Richard Mulligan), quien les sugiere que viajen al oeste y rehagan su vida allí. La pareja emprende el viaje, pero son atacados por guerreros cheyennes, y la mujer es raptada por ellos. 
Jack comienza a buscarla y llega a su antigua tribu, donde es bien recibido, excepto por su antiguo rival Younger Bear. Después de una corta estadía, continúa la búsqueda de Olga. Se encuentra nuevamente con el general Custer, ahora al mando del regimiento 7.º Regimiento de Caballería, y decide incorporarse como auxiliar, esperando poder encontrar a su esposa en las exploraciones del regimiento. En una exploración, el general Custer decide atacar un campamento cheyenne, y Jack es testigo de una sangrienta masacre de ancianos, mujeres y niños, lo que lo hace reaccionar, atacando a los soldados, tras lo cual es perseguido por éstos y huye a esconderse a un bosque cercano. Allí descubre a una joven cheyenne parturienta, Sunshine (Aimée Eccles), a la que ayuda y protege, regresando con ella y su hijo a su antigua tribu. Más tarde decide casarse con ella y tienen un hijo.
Como era de esperar, al poco tiempo se reencuentra con su rival Younger Bear, que para su sorpresa había tomado como esposa a Olga. Antes de ser reconocido, Jack abandona el campamento. 
En medio del crudo invierno, vuelve a aparecer el general Custer y el 7º Regimiento de Caballería, esta vez para atacar por sorpresa su campamento. Jack logra salvar al viejo y semiciego Old Lodge Skins, pero no alcanza a hacerlo con Sunshine y su hijo, quienes resultan muertos en el ataque. Jack busca vengarse, e intenta infiltrarse en el campamento militar para matar a Custer, pero se acobarda y huye. 
Sumido en la desesperación, cae en el alcoholismo y se transforma en el borracho del pueblo en Deadwood. Allí lo reconoce un antiguo conocido, el pistolero Wild Bill Hickok, que le da algo de dinero para su aseo y ropa nueva. Ya compuesto, Jack busca al pistolero en el bar donde solía estar, pero lo encuentra agonizante después de un intento de asesinato. Antes de morir, Wild Bill Hickok le confiesa que tenía un romance con una prostituta del bar, y le encarga a Jack que le entregue una suma de dinero. Él hace lo solicitado y busca a la mujer, que resulta ser su antigua amante, Louise Pendrake (Faye Dunaway). Le entrega el dinero para que comience una nueva vida.
Jack comienza a vivir como trampero y eremita. Muy deprimido, un día decide suicidarse, lanzándose al vacío en un farallón. Está a punto de hacerlo cuando escucha a la banda del 7º Regimiento de Caballería y decide seguirlos, buscando nuevamente su venganza. Se encuentra nuevamente con el general Custer, que lo contrata como explorador, pero esta vez, el general desconfía de Jack y resuelve hacer lo contrario que resulte de la información que éste le entregue.
Jack sabe de la concentración de guerreros cheyennes y otros, que hay en Little Bighorn, y decide llevar al regimiento a una trampa, diciendo que se trata solo de un grupo pequeño; pero antes del ataque, le confiesa al general la verdad. Custer, siguiendo su propia decisión, no le cree y lleva a su regimiento directamente a su destrucción. 
Ya al final de la batalla, el general se da cuenta de su error, e intenta matar a Jack, pero es muerto a su vez por Younger Bear, que salva de esta manera de la muerte a su viejo rival.
Jack se refugia en el tipi de Old Lodge Skins. El viejo jefe dice que quiere terminar con su vida y se dirige a una colina cercana junto con Jack; allí se comunica con el Gran Espíritu, pidiéndole que termine con su vida. Lo único que logra es un chaparrón que lo empapa completamente. El viejo jefe suspira y dice: Algunas veces la magia funciona, y otras no lo hace. Luego deciden regresar juntos a la tienda para cenar.
La acción vuelve nuevamente a la entrevista de la primera escena. Jack le dice al historiador que ya no hay más que decir, y le pide que se retire. La escena final es una larga toma de Jack mirando al vacío.

## Reparto
| Actor              | Personaje                                     |
| ------------------ | --------------------------------------------- |
| Dustin Hoffman     | Jack Crabb (llamado Little Big Man)           |
| Faye Dunaway       | Louise Pendrake (llamado Lulu Kane)           |
| Chief Dan George   | Old Lodge Skins                               |
| Martin Balsam      | Allardyce T. Meriweather                      |
| Richard Mulligan   | Gen. George Armstrong Custer                  |
| Jesse Vint         | Teniente                                      |
| Jack Bannon        | Capitán                                       |
| Jeff Corey         | Wild Bill Hickok                              |
| Jack Mullaney      | Jugador de cartas                             |
| Aimée Eccles       | Sunshine                                      |
| Kelly Jean Peters  | Olga Crabb                                    |
| Carole Androsky    | Caroline Crabb                                |
| Robert Little Star | Little Horse                                  |
| Cal Bellini        | Oso más joven                                 |
| Thayer David       | Reverendo Silas Pendrake                      |
| Ruben Moreno       | Sombra que viene a la vista                   |
| Steve Shemayne     | Burns Red en el Sol                           |
| William Hickey     | Historiador                                   |
| James Anderson     | Sargento (en su último personaje de película) |

## Premios y nominaciones
- 1971: Premios BAFTA: Nominada a Mejor actor (Dustin Hoffman) y Mejor música
- 1970: Nominada al Oscar: Mejor actor de reparto (Chief Dan George)
- 1970: Nominada al Globo de Oro: Mejor actor de reparto (Chief Dan George)
- 1970: Círculo de Críticos de Nueva York: Mejor actor secundario (Chief Dan George)
- 1970: Sindicato de Guionistas (WGA): Nominada a Mejor guion adaptado drama